# Siumut
A Siumut párt Grönland legnagyobb politikai pártja.

## Választásokon elért eredmények

### Grönlandiparlamenti választások
| Választások | Szavazatok száma | Szavazatok aránya (elért helyezés) | Képviselők száma/ Az összes képviselő száma | Képviselők aránya | ±       |
| ----------- | ---------------- | ---------------------------------- | ------------------------------------------- | ----------------- | ------- |
| 1979        | 8 505            | 46.1 (#1)                          | 13 / 21                                     | 61,9%             | Új párt |
| 1983        | 10 371           | 42.3 (#2)                          | 12 / 26                                     | 46,2%             | -1      |
| 1984        | 9 949            | 44.1 (#1)                          | 11 / 25                                     | 44%               | -1      |
| 1987        | 9 987            | 39.8 (#1)                          | 11 / 26                                     | 42,3%             | 0       |
| 1991        | 9 336            | 37.3 (#1)                          | 11 / 27                                     | 40,7%             | 0       |
| 1995        | 9 803            | 38.4 (#1)                          | 12 / 31                                     | 38,7%             | +1      |
| 1999        | 9 899            | 35.2 (#1)                          | 11 / 31                                     | 35,5%             | -1      |
| 2002        | 8 151            | 28.5 (#1)                          | 10 / 31                                     | 32,3%             | -1      |
| 2005        | 8 861            | 30.7 (#1)                          | 10 / 31                                     | 32,3%             | 0       |
| 2009        | 7 567            | 26.5 (#2)                          | 9 / 31                                      | 29%               | -1      |
| 2013        | 12 910           | 42.8 (#1)                          | 14 / 31                                     | 45,2%             | +5      |
| 2014        | 10 108           | 34.3 (#1)                          | 11 / 31                                     | 35,5%             | -3      |

### AFolketingbenszerzett helyek
| Választások | Szavazatok száma | Szavazatok aránya az összes grönlandi szavazat arányában (elért helyezés) | Képviselők/ az összes képviselő | Képviselők/ az összes grönlandi képviselő | ±  |
| ----------- | ---------------- | ------------------------------------------------------------------------- | ------------------------------- | ----------------------------------------- | -- |
| 1979        | 6 273            | 44.1 (#2)                                                                 | 1 / 179                         | 1 / 2                                     | Új |
| 1981        | 7 176            | 37.7 (#2)                                                                 | 1 / 179                         | 1 / 2                                     | 0  |
| 1984        | 9 148            | 42.6 (#2)                                                                 | 1 / 179                         | 1 / 2                                     | 0  |
| 1987        | 6 944            | 43.3 (#1)                                                                 | 1 / 179                         | 1 / 2                                     | 0  |
| 1988        | 8 415            | 40.1 (#1)                                                                 | 1 / 179                         | 1 / 2                                     | 0  |
| 1990        | 8 272            | 42.8 (#1)                                                                 | 1 / 179                         | 1 / 2                                     | 0  |
| 1998        | 8 502            | 36.5 (#1)                                                                 | 1 / 179                         | 1 / 2                                     | 0  |
| 2001        | 8 272            | 25.9 (#2)                                                                 | 1 / 179                         | 1 / 2                                     | 0  |
| 2005        | 7 761            | 34.3 (#1)                                                                 | 1 / 179                         | 1 / 2                                     | 0  |
| 2007        | 8 068            | 32.5 (#1)                                                                 | 1 / 179                         | 1 / 2                                     | 0  |
| 2011        | 8 499            | 37.1 (#2)                                                                 | 1 / 179                         | 1 / 2                                     | 0  |
| 2015        | 7 831            | 38.2 (#2)                                                                 | 1 / 179                         | 1 / 2                                     | 0  |

## Fordítás
Ez a szócikk részben vagy egészben  a   Siumut című angol Wikipédia-szócikk fordításán alapul.  Az eredeti cikk szerkesztőit annak laptörténete sorolja fel. Ez a jelzés csupán a megfogalmazás eredetét és a szerzői jogokat jelzi, nem szolgál a cikkben szereplő információk forrásmegjelöléseként.